# 최호림
최호림(崔虎林, 1975년 10월4일)은 대한민국의 기자, 기업인이다. 신해철의 오랜 팬, MBC 신해철 추모 10주기 다큐(우리형,신해철)에 출연했다.

#### 한국교통방송(2011년 - 2019년), (주)부름커뮤니티 (2016년 ~  ),한국정책방송원(2020년 ~ )
```
* 라디오 진행자
[
4
]
 
한국교통방송
에서 다양한 라디오 프로그램을 진행
```

```
* 방송기자
[
5
]
 
2023년
 
KTV한국정책방송원
장상 수상 & 국민리포트 취재 및 영상 제작
```

```
* 기업인
[
6
]
 
중소벤처기업부
장관상 수상, 
특허청장
상 수상 외 현)창업진흥원 창업지원사업 평가위원 
```

1. 한국교통방송
- 최호림의 즐거운 라디오(2016년 ~ 2019년)
- 달리는 라디오(교통방송입니다), TBN 차차차, 주말엔 TBN이 좋다
(2011년 ~ 2013년)
2. 한국정책방송원(KTV)
•  과거 서해훼리호 사건, 부안해경의 고도화 된 시스템을 취재
- 부안 해경 최신예 경비정 도입, 해상 안전 책임진다.
•  법무부 교정 방송국 취재
- 세상과 소통..청취율 100% '보라미 라디오'
•  90년대 활동 문화,예술계 인사 취재
- 신해철을 추억하다' 에메랄드 캐슬과 노바소닉
- 데뷔 30주년 015B, 새 앨범과 함께 돌아오다.
- 은교, 박범신 작가의 작품세계 담은 '소금문학관’
- "나는 자연인이다" 개그맨 윤택을 만나다.
- 전주 예술인의 기록을 한눈에 보는 전시

#### •  군사망사고진상규명위원회 취재
- 9월 종료 앞둔 '군사망사고진상규명위'
- 억울한 죽음 명예 회복 '군사망사고 진상규명위' 출범 3년
•  2024 스페인 바르셀로나 MWC 전시회
• 2024 전주세계소리축제
•  2025 전주국제영화제

3. MBC 문화방송
•  신해철 추모 10주기 다큐멘터리 '우리형, 신해철' 2부

4. 정부 연구개발(R & D) 사업 수행
•  최호림(부름커뮤니티) with KETI(한국전자기술연구원) : 2020 대전방지 기능이 결합된 다매급지 제어장치의 개발 (참고 : 한국과학기술정보연구원) 
5. 보유 특허(발명자 : 최호림)
- 중송 방지 급지 장치(10-2020-0142252)
- 정전기를 이용한 청소로봇(10-2365400-0000)
- 다매 급지 방지 장치(10-1838390-0000)
- 국악 음원 전용 미디어 플레이 장치(10-2004980-0000)
- 정전기를 활용한 공기청정기용 친환경 필터(10-2023-0161798)
- 정전기청소기 및 이의 제조방법(10-2022-0155875)
- 상표권6건, 디자인권8건, PCT1건 보유